# Tempestade tropical Hermine (2010)
A tempestade tropical Hermine foi um ciclone tropical no início de setembro de 2010, com quase-força de furacão que trouxe inundações generalizadas na Guatemala para o norte até Oklahoma. Embora tenha sido nomeado no oeste no Golfo do México, Hermine desenvolveu-se diretamente da área de baixa pressão remanescente associada à Depressão Tropical Onze-E de curta duração no Pacífico Oriental. Ao longo de sua vida, a tempestade causou 52 mortes diretas e cerca de US$ 740 milhões em danos às plantações e infraestrutura, principalmente na Guatemala. A depressão tropical precursora se formou em 3 de setembro no Golfo de Tehuantepec e se aproximou da intensidade da tempestade tropical antes de atingir a costa perto de Salina Cruz, no México, no dia seguinte. Embora a depressão tenha enfraquecido rapidamente para uma baixa remanescente, a perturbação cruzou o istmo de Tehuantepec e seguiu para o norte nas águas quentes do Golfo do México, onde se reorganizou em um ciclone tropical mais uma vez em 5 de setembro. Lá, o sistema rapidamente se fortaleceu em uma tempestade tropical e recebeu o nome de Hermine antes de desembarcar perto de Matamoros, no México, em 7 de setembro como uma tempestade tropical de ponta. Nos dias seguintes, Hermine enfraqueceu à medida que se movia sobre as planícies do sul dos EUA, eventualmente se dissipando sobre o Kansas em 10 de setembro.
No Pacífico Oriental, a Depressão Tropical Onze-E, juntamente com a humidade de um fluxo de monções, trouxe chuvas torrenciais para o sul do México e Guatemala. Pelo menos 84 pessoas morreram nos dois países e os danos ultrapassaram US$ 500 milhão. No norte do México, os efeitos da tempestade tropical Hermine foram limitados. Mais ao norte, inundações severas afetaram grandes partes do Texas e Oklahoma, matando oito pessoas e deixando pelo menos US$ 240 milhões em perdas. Apesar das mortes e danos, o nome não foi retirado.

## História meteorológica
Em agosto de 2010, uma onda tropical no Atlântico oriental contribuiu para a formação do furacão Danielle. Danielle eventualmente seguiu para o oeste e depois para o norte antes de se dissipar ao sul de Terra Nova e Labrador após dez dias. No entanto, a porção sul do distúrbio se desassociou do desenvolvimento de Danielle e seguiu para o oeste no norte da América do Sul, atingindo o Pacífico Leste em 29 de agosto. A atividade de tempestade foi confinada sobre a América Central até 2 de setembro, quando as chuvas se desenvolveram sobre e ao redor do Golfo de Tehuantepec. O Centro Nacional de Furacões (NHC) avaliou pela primeira vez uma baixa probabilidade de ciclogênese tropical às 00:00 UTC no dia seguinte.
Ao longo de 3 de setembro, a perturbação se desenvolveu rapidamente no golfo antes que uma circulação de vento na superfície abaixo do sistema fosse detectada; assim, o NHC designou o sistema em desenvolvimento como uma depressão tropical às 18:00 UTC naquele dia quando a tempestade era 115 mi (185 km) a sudeste de Salina Cruz, México. Após a formação, Onze-E moveu-se lentamente para o noroeste e desenvolveu uma faixa de chuva interna bem pronunciada no final de 3 de setembro. Às 06:00 UTC no dia seguinte, a depressão atingiu o pico com ventos de 35 km/h (55 km/h) antes de atingir a terra uma hora depois a leste de Salina Cruz. A aparência organizada do ciclone no radar, que incluiu um olho primordial em desenvolvimento, sugeriu que a depressão estava próxima da intensidade da tempestade tropical no momento do pouso. Um navio documentou ventos com força de tempestade tropical durante este período, mas como eles foram bem afastados da tempestade, acredita-se que esses ventos mais fortes estavam associados a um fluxo de vento de monção nas proximidades. Depois de se mover para o interior, a depressão se deteriorou rapidamente e tornou-se uma área remanescente de baixa pressão às 18:00 UTC em 4 de setembro sobre o istmo de Tehuantepec.
Embora o terreno montanhoso de Oaxaca e Chiapas tenha perturbado muito a organização da Depressão Tropical Onze-E e levado ao seu fim, as circulações de nível médio e inferior do antigo ciclone permaneceram intactas enquanto se moviam para a Baía de Campeche. Nova e intensa convecção surgiu assim que o vórtice voltou para o mar aberto em 4 de setembro, horas após a desclassificação da Onze-E. No dia seguinte, a área de trovoadas, inicialmente desorganizada, coalesceu em uma depressão tropical mais uma vez no sul da Baía de Campeche às 18:00 UTC em 5 de setembro. Doze horas após a formação, o NHC atualizou o sistema para o status de tempestade tropical após relatórios conclusivos de uma bóia próxima. Como resultado, o ciclone tropical foi nomeado Hermine. A intensificação constante continuou enquanto Hermine gravitava em direção à fronteira Texas -México. Atividade de trovoadas aumentou durante a manhã de 6 de setembro enquanto eles continuavam a envolver o centro da tempestade. Mais tarde naquele dia, um olho foi detectado usando imagens de radar baseadas em Brownsville, Texas, embora as tempestades ao redor permanecessem bastante escassas.
Às 02:00 UTC em 7 de setembro, Hermine atingiu a costa perto de Matamoros, no México, com ventos máximos sustentados de 70 km/h (110 km/h) e uma pressão barométrica mínima de 989 mbar ( hPa ; 29,21 inHg ); esta foi a intensidade de pico do ciclone. Depois de se mudar para terra, Hermine enfraqueceu lentamente e se mudou para o norte, para o Texas. Às 00:00 UTC em 8 de setembro, o enfraquecimento do ciclone tropical degenerou para a força da depressão tropical perto de Mason, Texas. No entanto, as rajadas de Hermine permaneceram muito mais fortes do que seus ventos sustentados. Logo após o rebaixar, o NHC transferiu suas responsabilidades de monitoramento de ciclones para o Centro de Previsão Hidrometeorológica (HPC). Naquela época, a tempestade enfraquecida havia perdido a maior parte de suas características de ciclone tropical, com uma longa linha de tempestades se estendendo para o sul e paralelamente à Interestadual 35. Hermine estava determinado a ter enfraquecido para uma área de baixa pressão remanescente sobre Oklahoma às 18:00 UTC em 9 de setembro, antes de se dissipar sobre o Kansas no dia seguinte.

## Preparações
Antes da chegada do Hermine, autoridades no México emitiram ordens de evacuação para partes do norte de Tamaulipas. Estima-se que 3.500 pessoas prestaram atenção a esses avisos. No Texas, o Centro de Operações do Estado realizou uma conferência sobre a tempestade tropical Hermine para discutir planos de emergência. Seis equipes de resgate de enchentes foram colocadas de prontidão; A Mass Care e a American Red Cross estavam preparadas para estabelecer abrigos; dez veículos militares de alto perfil do Texas, juntamente com helicópteros UH60 e CH47, estavam de prontidão para possíveis esforços de socorro a enchentes. Na tarde de 6 de setembro, grande parte do sul do Texas estava sob vigilância de inundações devido à ameaça de chuvas torrenciais. Observações de tornados se estendiam da costa até o norte do Texas ao longo do lado direito da tempestade. Como Hermine produziu fortes chuvas do Texas ao Missouri, o Serviço Nacional de Meteorologia emitiu alertas de enchentes para muitas áreas. Em um ponto, todo o estado de Oklahoma foi colocado sob vigilância de enchentes e a maioria dos condados do sudeste estava sob alerta.

## Impacto

### América Central

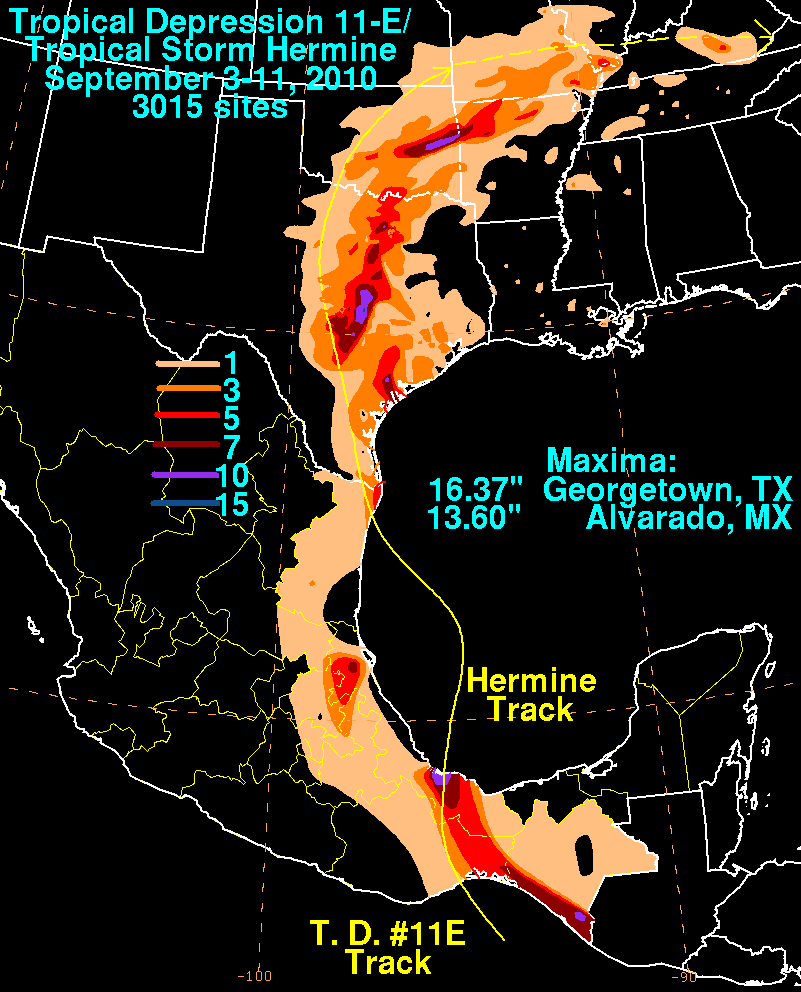
Chuvas da Depressão Tropical Onze-E e da Tempestade Tropical Hermine no México e nos Estados Unidos

Em toda a Guatemala, fortes chuvas associadas a um fluxo de monções e a Depressão Tropical Onze-E provocaram vários deslizamentos de terra em todo o país. Ao longo da Rodovia Interamericana, 41 pessoas morreram após deslizamentos de terra consecutivos enterrarem um ônibus e equipes de resgate tentando retirar sobreviventes do veículo preso. O deslizamento de terra inicial matou 12 pessoas no ônibus. Centenas de socorristas foram ao local para tentar salvar o maior número possível de pessoas; no entanto, um segundo deslizamento de terra atingiu o mesmo local, enterrando centenas de pessoas. Segundo relatos da imprensa, pelo menos 41 pessoas morreram ao longo da rodovia e acredita-se que mais de 100 outras estejam mortas. Em todo o país, autoridades afirmaram que ocorreram 30 deslizamentos de terra. Um deles matou mais quatro pessoas depois de destruir sua casa em Quetzaltenango. Em todo o país, os danos foram estimados em US $ 500 milhão.
As fortes chuvas na Costa Rica associadas ao sistema provocaram um deslizamento de terra que matou três pessoas e desalojou centenas.

### México

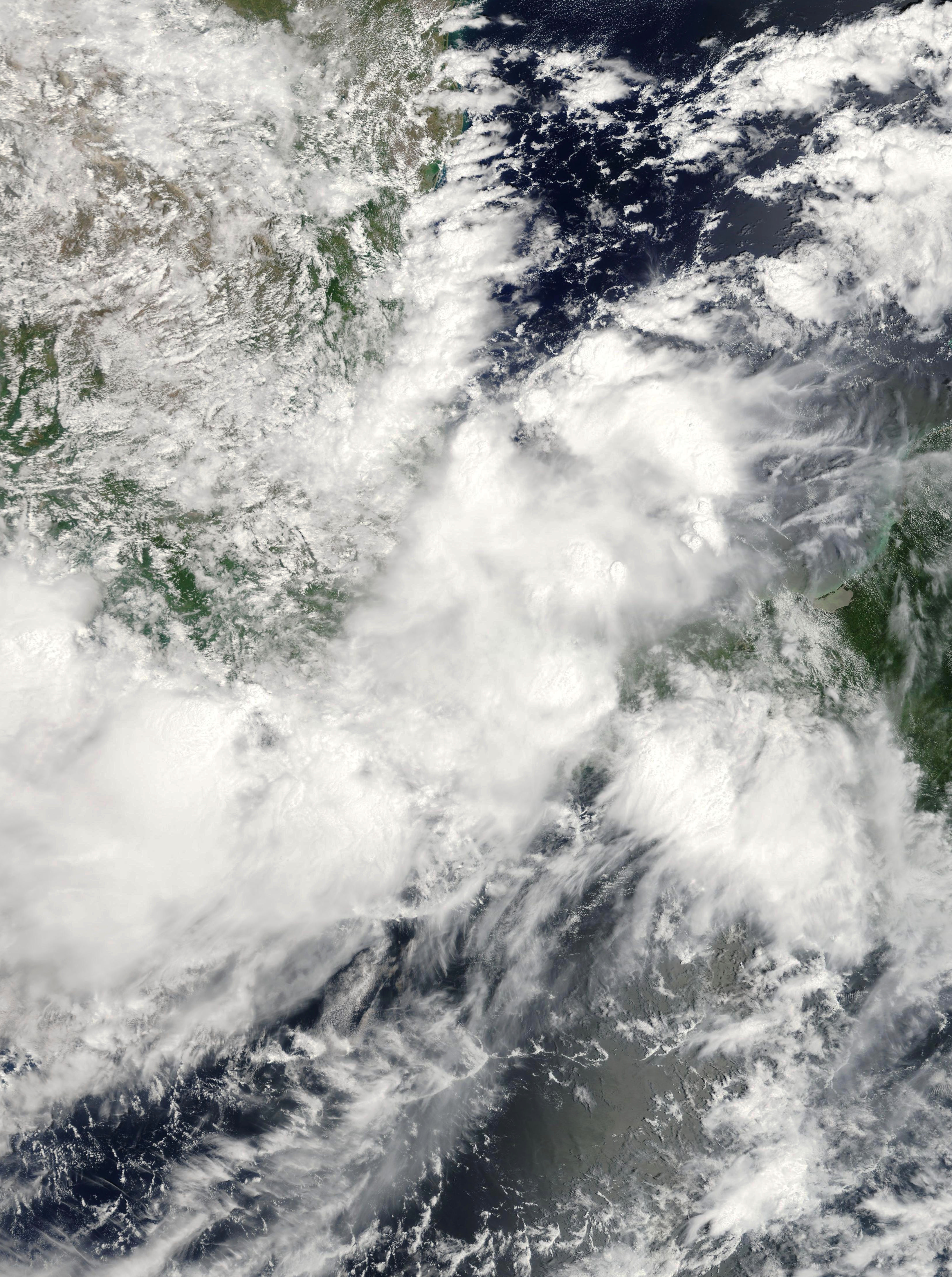
Depressão Tropical Onze-E sobre o México Central em 4 de setembro

Um forte impacto foi relatado no sul do México, e vários rios transbordaram em suas margens na costa de Oaxaca e, portanto, um alerta vermelho (alto) foi emitido. Um total de 50.000 pessoas foram afetadas pela depressão no México. Pelo menos 46 pessoas foram mortas em Oaxaca.
O sistema produziu chuvas fortes localmente em Veracruz, com um pico de medição de 350 mm (13.6 in) em Alvarado. No norte do México, chuvas acima 76 mm (3 in) foi confinado às áreas costeiras. Em todo o norte de Tamaulipas, ventos com força de tempestade tropical derrubaram árvores, linhas de energia e danificaram várias estruturas. Ventos sustentados de 53 mph (85 km/h) e rajadas de 67 mph (108 km/h) foram registrados em Matamoros. Pelo menos 20 casas foram danificadas em toda a cidade; nenhuma perda de vida ou ferimentos ocorreu.

### Estados Unidos
Ao longo da trilha de Hermine nos Estados Unidos, a tempestade produziu fortes chuvas, especialmente ao longo do lado leste do sistema. Depois de enfraquecer para uma depressão, Hermine produziu chuvas torrenciais sobre a região montanhosa do Texas, chegando a 416 mm (16.37 in) em Georgetown. Chuvas fortes adicionais caíram em Oklahoma, Arkansas e no extremo leste de Kentucky. Nesses estados, o pico de chuvas foi de 341 mm (13.42 in), 249 mm (9.81 in) e 170 mm (6.7 in) respectivamente. Áreas dispersas de chuva moderada a forte também caíram em Louisiana, Missouri, Illinois e Mississippi.
Ao todo, a tempestade resultou em oito mortes, sete no Texas e uma em Oklahoma, bem como cerca de US$ 240. milhões em danos.

#### Texas

Circuito de radar da tempestade tropical Hermine movendo-se pelo sul do Texas em 7 de setembro

No Texas, ventos fortes foram registrados em Harlingen, onde ventos sustentados chegaram a 59 mph (95 km/h) e rajadas a 73 mph (117 km/h). Em outras partes do Texas, grandes porções do estado a leste de onde o centro de Hermine rastreou ventos fortes registrados. Ao longo da costa, o sistema também trouxe uma maré de tempestade, chegando a 3.4 ft (1.0 m) em Porto Aransas. Os danos sobre o baixo Vale do Rio Grande foram geralmente menores. Algumas árvores e linhas de energia foram derrubadas como resultado dos ventos fortes, resultando em quedas de energia na área. Cerca de 30.000 clientes perderam energia uma vez ou outra durante a tempestade na região. Os mais atingidos foram nos condados de Cameron e Willacy. No centro do Texas, cerca de 100.000 residências ficaram sem energia, principalmente no condado de Bexar, devido à queda de árvores. De acordo com levantamentos da região, cerca de 300 árvores foram derrubadas pela tempestade. Em Georgetown, onde a chuva mais forte caiu, os parques de trailers e a I-35 nas proximidades foram inundados, provocando algumas evacuações.
Em todo o estado, centenas de resgates em águas altas tiveram que ser feitos por equipes de resgate. Algumas áreas registraram inundações de até 5 ft (1.5 m) profundo. No Condado de Johnson, mais de 60 resgates de água foram feitos depois que inundações repentinas inundaram várias casas. De acordo com o chefe dos bombeiros Richard Van Winkle, do corpo de bombeiros de Alvarado, "Isso é tão ruim quanto eu já vi". Na cidade, uma pessoa foi morta depois que ele dirigiu seu carro em uma rua inundada e foi arrastado. Em Arlington, 90 pessoas tiveram que ser evacuadas de um prédio de apartamentos depois que um riacho próximo inundou, deixando alguns dos quartos com menos 8 ft (2.4 m) anos. de água. Mais de 50 casas foram severamente danificadas e eventualmente compradas um ano depois pela cidade. O riacho também varreu um bairro próximo com força suficiente para arrancar árvores em seu caminho. No condado de Bell, inundações severas resultaram em uma fatalidade depois que uma garota de 19 anos se afogou quando seu carro foi arrastado para fora de uma estrada inundada.

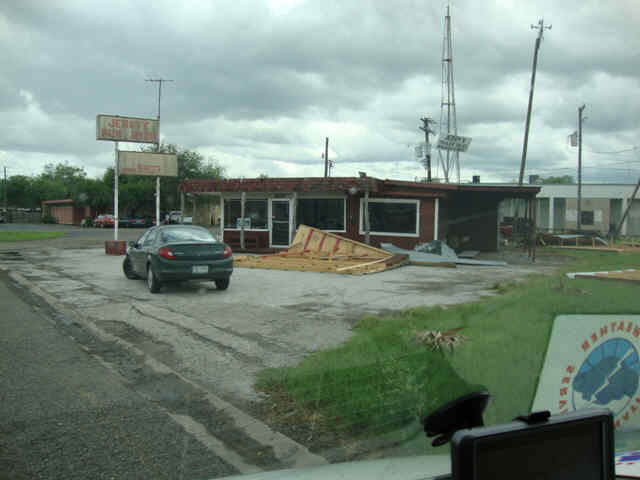
Danos causados pelo vento da tempestade tropical Hermine em Kingsville, Texas

Vários tornados foram gerados em todo o Texas como resultado do Hermine. Um breve EF0 tornado, que resultou em poucos danos, foi confirmado perto de Moulton, Texas. O tornado mais forte atingiu Dallas a oeste da North Westmoreland Road, perto da La Reunion Parkway, danificando várias estruturas. Este tornado foi posteriormente classificado como EF2 com ventos estimados de 115 km/h (185 km/h). Este foi o tornado mais forte a atingir Dallas desde um F4 em 1974. Em todo o norte do Texas, seis tornados foram confirmados e vários outros provavelmente atingiram outras partes do estado.
Segundo a Cruz Vermelha, um total de 843 casas foram afetadas pela tempestade em todo o Texas; 68 foram destruídos, 231 sofreram grandes danos e 283 receberam danos menores. Outra fatalidade relacionada às inundações ocorreu no Condado de Johnson. Em Jamaica Beach, Texas, uma mulher se afogou em uma corrente de retorno relacionada ao Hermine que se aproximava e outros precisavam ser resgatados.

#### Oklahoma
Depois de passar pelo Texas, os remanescentes de Hermine produziram chuvas generalizadas, localmente fortes, em Oklahoma, o que provocou inundações significativas. Uma pessoa foi morta no estado como resultado da passagem de Hermine. Quase todo o condado de Sequoyah ficou submerso, resultando em graves danos à infraestrutura. Quase 48 km (30 mi) foram arrastados pelas inundações. As estimativas preliminares colocaram danos no município foram de US $ 2,5 milhão. Quedas de energia dispersas ocorreram no estado, principalmente atribuídas a tornados, com a Oklahoma Gas and Electric Company relatando cerca de 5.000 interrupções. O Serviço Nacional de Meteorologia confirmou três tornados em relação a Hermine, incluindo um EF0 tornado que atingiu Lone Grove, uma cidade devastada por um tornado EF4 em fevereiro de 2009. Em Colbert, um EF1 tornado destruiu uma casa e feriu um motorista de caminhão depois de bater seu veículo de lado. Durante a manhã de setembro No dia 9 de setembro, uma segunda rodada de chuvas caiu em partes do leste do estado, resultando em inundações adicionais. Ao longo da US 69, uma parte da estrada foi coberta com vários metros de água. Outras rodovias estaduais também foram inundadas; no entanto, a maior parte da água recuou naquela tarde.

## Consequências

### Guatemala
Em resposta à perda substancial de vidas ao longo da Rodovia Interamericana, o presidente guatemalteco Álvaro Colom declarou estado de emergência para o país. Em 6 de setembro, o presidente Colom declarou um dia nacional de luto pelas vítimas da tempestade.

### Estados Unidos
Como relatos de inundações generalizadas saíram do Texas, ordens de evacuação foram emitidas para algumas das áreas mais atingidas e sete abrigos foram abertos em quatro condados. O Exército da Salvação instalou unidades móveis de alimentação ao longo do corredor da Interestadual 35 para apoiar as operações de resposta às inundações. Após as graves inundações causadas pela tempestade tropical Hermine, o governador do Texas, Rick Perry, declarou 40 municípios afetados como áreas de desastre e solicitou que 13 deles fossem áreas de desastre federais. Apenas dois dias após a passagem da tempestade, os pedidos de seguro chegaram a US $ 75 milhões e deveriam ultrapassar US$ 100 milhão. No início de outubro, a Agência Federal de Gerenciamento de Emergências (FEMA) negou os pedidos do governador Perry para os 13 condados, afirmando que os danos não eram substanciais o suficiente para justificar a ajuda federal. No entanto, argumentou-se que, como a maioria das comunidades mais atingidas eram áreas rurais com recursos limitados, elas precisariam de assistência para se recuperar. Em outubro Em 12 de dezembro, o governador Rick Perry apresentou um apelo formal ao presidente Barack Obama para que reconsiderasse a negação de assistência pública. Após outras avaliações de danos, o governador Perry também afirmou que pelo menos US$ 13 milhões foram necessários para reparar as perdas. Após este recurso, a FEMA novamente negou a assistência federal. Em novembro Em 10 de outubro, a Administração de Pequenas Empresas dos EUA aprovou uma declaração de desastre para 18 condados do Texas, permitindo que os residentes solicitassem empréstimos com juros baixos.
Em setembro de 10 de novembro, o governador de Oklahoma, Brad Henry, declarou estado de emergência para 13 condados e posteriormente solicitou assistência federal para o condado de Sequoyah. No entanto, o pedido de ajuda federal foi posteriormente negado pela FEMA.